# Annales-Schule

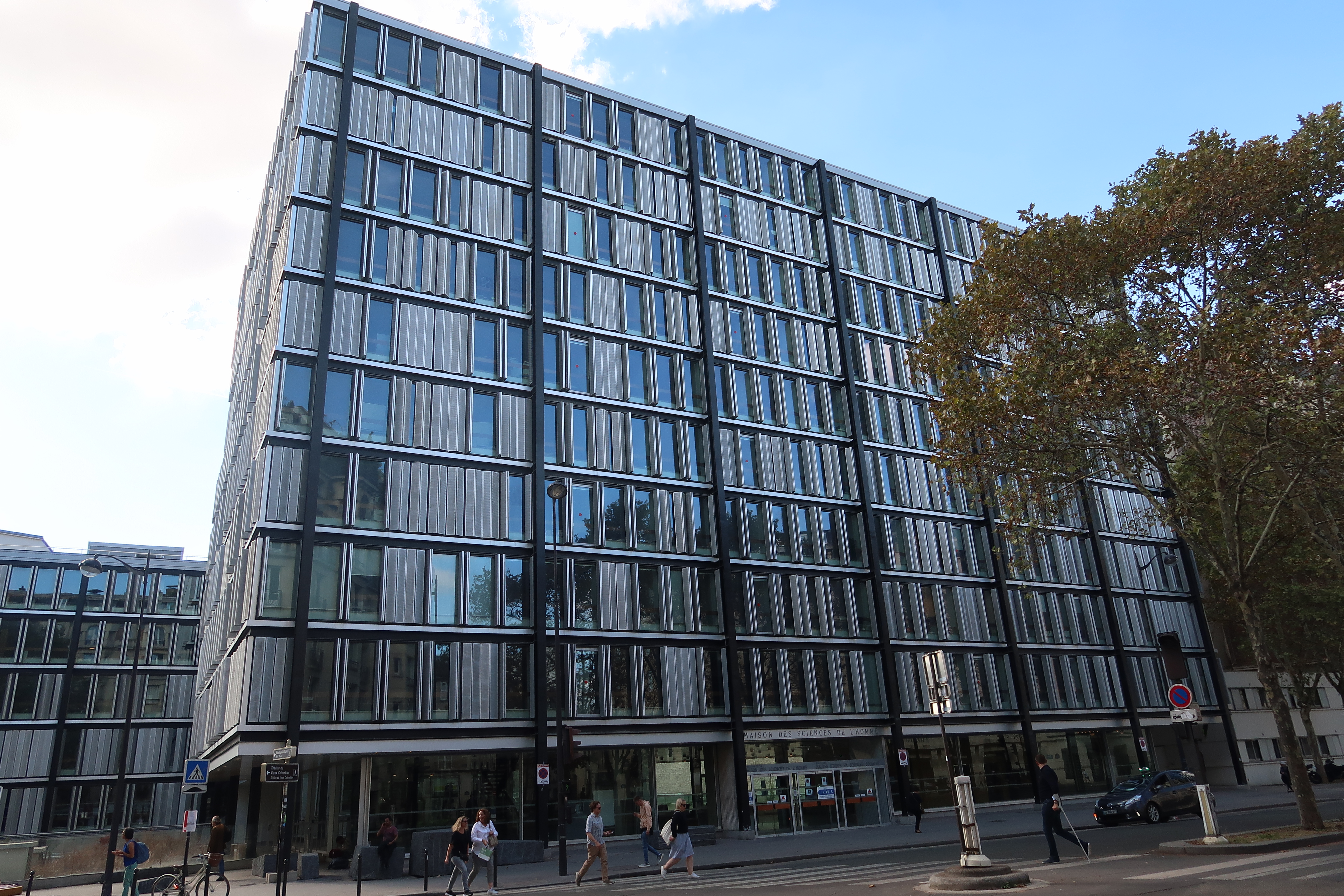
Die Elite-Hochschule École des hautes études en sciences sociales (EHESS) in Paris gilt als wichtigste zeitgenössische Vertreterin der Annales-Schule

Die Annales-Schule ist die wichtigste, mehrere Generationen umfassende Gruppe französischer Historiker im 20. Jahrhundert. Sie etablierte eine neue Methodologie und Praxis in der Geschichtswissenschaft (nouvelle histoire). Ihre drei wichtigsten Neuerungen waren die Hinwendung zu Wirtschaft und Gesellschaft, die Erschließung quantifizierbaren Materials und die Orientierung an langfristigen Entwicklungen. Von grundlegender Bedeutung war für sie der methodische Ansatz von Karl Lamprecht.
Der Name leitet sich her von ihrem publizistischen Sprachrohr, der 1929 von Marc Bloch und Lucien Febvre gegründeten geschichtswissenschaftlichen Fachzeitschrift Annales d’histoire économique et sociale. Die Zeitschrift besteht – nach einigen Namensänderungen – bis heute und heißt seit 1994 Annales. Histoire, Sciences sociales und wird von der französischen Elite-Hochschule École des hautes études en sciences sociales (EHESS) in Paris herausgegeben.

## Entstehung, Entwicklung
Um die Wende vom 19. zum 20. Jahrhundert sahen sich französische Historiker von Vertretern benachbarter Disziplinen massiv angegriffen. Man hielt Geschichte für obsolet, weil sie immer nur exemplarische Einzelfälle beschreibe und nicht theoriefähig sei (siehe auch: Historismus). In Zukunft werde sie höchstens noch die Beispiele für Soziologen liefern können. Gleichzeitig beschrieb der französische Geograph Paul Vidal de la Blache den Einfluss der Umwelt auf die Entwicklung der Menschen, und „wilderte“ damit ebenfalls im Gebiet der Historiker.
Den Historikern Marc Bloch und Lucien Febvre gelang es dann, diese Nachbardisziplinen für die Geschichte nutzbar zu machen. In ihrer Zeit an der Universität Straßburg in den 1920er Jahren kooperierten sie eng mit den Soziologen und Geographen und übernahmen von diesen Methoden in die Geschichtswissenschaft. Schließlich gründeten sie 1929 nach dem Vorbild der seit 1903 bestehenden deutschen Zeitschrift Vierteljahrschrift für Sozial- und Wirtschaftsgeschichte die Annales. Einen großen Einfluss hatte auch die Unterstützung durch den belgischen Historiker Henri Pirenne, der sich nach den Erfahrungen des Ersten Weltkriegs von der deutschen Historikerschule der Vierteljahrschrift für Sozial- und Wirtschaftsgeschichte abwandte und das Vorhaben von Bloch und Febvre förderte.
Nach dem Zweiten Weltkrieg erhielt diese Schule in der 1947 gegründeten 6. Sektion der École pratique des hautes études (seit 1975 École des Hautes Études en Sciences Sociales) in Paris einen institutionellen Rahmen. In der Folgezeit wurde sie zur einflussreichsten Strömung in der französischen Geschichtswissenschaft und entwickelte große internationale Wirkung. Viele bedeutende Lehrstühle (zum Beispiel Sorbonne, Collège de France) wurden von Vertretern der Schule besetzt. Auch in der Darstellung der Geschichte in der französischen Öffentlichkeit (von Buchreihen großer Verlage, Aufsätzen zur Geschichte in den großen französischen Zeitungen wie Le Monde und Nouvelle Observateur bis zu Radiosendungen wie Lundi de l’histoire von France Culture) nahmen die Annales-Historiker eine dominierende Stellung ein.
In jüngerer Zeit wandte sich die Annales-Forschung vermehrt den Mentalitäten zu. Zuletzt rückten wieder Biographien einzelner Personen ins Blickfeld (Jacques Le Goff), womit das Typische der Annales – Abwendung vom individuellen Einzelfall – heute stark verwaschen ist.
In Deutschland wurde die Annales-Schule zunächst wenig beachtet, eine verstärkte Rezeption setzte erst in den 1970er Jahren ein.

## Die Geschichtswissenschaft der Annales-Schule
Geschichtsschreibung im Sinne der Annales bedeutet bis heute Methodenvielfalt und Offenheit für Neues, weshalb man nur schwer von einer besonderen Annales-Geschichtsschreibung sprechen kann.
Schwerpunkt der Annales ist aber die Strukturgeschichte: Mehr als das Ereignis zählen die unpersönlichen Kräfte, die zu den Ereignissen führen. Am weitesten ging dabei Fernand Braudel, der die Bedeutung der „quasi immobilen“ Erdgeschichte für das Leben der Menschen untersuchte. Diese langen Zyklen nannte er longue durée, die lange Dauer, und beschrieb in seinem Hauptwerk „Das Mittelmeer und die mediterrane Welt in der Epoche Philipps II.“ den Einfluss von Klima und Landschaftsformen auf Mensch und Gesellschaft. Mentalitätsgeschichte und alle Arten quantitativer Geschichte wurden ebenfalls von der Annales-Schule in die französische Geschichtswissenschaft eingeführt.
Die Annales-Schule musste für ihre Fragestellungen auch immer wieder neue Quellen erschließen – so haben Annales-Historiker erstmals systematisch Testamente, Heiratsurkunden und Musterungsakten untersucht, um über die Statistik mehr über das Leben der einfachen Leute herauszufinden. Philippe Ariès nutzte Porträts, um die Stellung des Kindes in der Gesellschaft zu untersuchen, und auch mit der Archäologie ergaben sich immer wieder Berührungspunkte.
Die französische Mittelalterarchäologie profitierte in ihrer Anfangsphase hiervon, da das Interesse vor allem auch der Geschichte des ländlichen Raumes galt – neben Bloch und Le Roy Ladurie beschäftigte sich damit zum Beispiel auch Georges Duby.
Die Annales-Schule beeinflusste zahlreiche europäische und außereuropäische Forscher der verschiedenen humanwissenschaftlichen Disziplinen und Schulen, beispielsweise die deutsche Sozialgeschichte oder die amerikanische Weltsystem-Theorie, Weltgeschichte und Umweltgeschichte.

## Kritik
Die Abwendung von Ereignisgeschichte, von Politik-, Diplomatie- und Militärgeschichte, wie sie in Deutschland besonders vertreten waren, wird von einigen Historikern kritisiert: Die Annales-Schule entferne sich mitunter zu weit von den gesicherten Fakten, argumentiere anachronistisch, gehe zu sehr von dem aus, was aufgrund ihrer Theorien zu erwarten sei und vernachlässige politische Faktoren zu sehr. Dieser grundsätzliche methodologische Dissens konnte bislang nicht gelöst werden.

## Vertreter der Annales-Schule
- Philippe Ariès (1914–1984), französischer Mediävist und Historiker
- Maurice Agulhon (1926–2014), französischer Historiker
- Jean-François Bergier (1931–2009), Schweizer Sozial- und Wirtschaftshistoriker
- Marc Bloch (1886–1944), französischer Historiker und Mediävist
- Fernand Braudel (1902–1985), französischer Historiker
- André Burguière (* 1938), französischer Sozial- und Neuzeithistoriker
- Roger Chartier (* 1945), französischer Historiker
- Pierre Chaunu (1923–2009), französischer Historiker und Professor
- Jean Delumeau (1923–2020), französischer Historiker und Professor
- Georges Duby (1919–1996), französischer Historiker
- Lucien Febvre (1878–1956), französischer Historiker
- Marc Ferro (1924–2021), französischer Historiker
- François Furet (1927–1997), französischer Historiker, in seiner Anfangszeit
- Pierre Goubert (1915–2012), französischer Historiker
- Halil İnalcık (1916–2016), türkischer Historiker
- Pierre Jeannin (1924–2004), französischer Historiker
- Ernest Labrousse[3] (1895–1988), französischer Historiker für Sozial- und Wirtschaftsgeschichte
- Georges Lefèbvre (1874–1959), französischer Historiker
- Jacques Le Goff (1924–2014), französischer Historiker
- Emmanuel Le Roy Ladurie (1929–2023), französischer Historiker
- Robert Mandrou (1921–1984), französischer Historiker
- Jean Meuvret (1901–1971), französischer Historiker
- Pierre Nora (1931–2025), französischer Historiker
- Hans Conrad Peyer (1922–1994), Schweizer Historiker
- Jacques Revel (* 1942), französischer Neuzeithistoriker
- Denis Richet (1927–1989), französischer Historiker
- Daniel Roche (1935–2023), französischer Kulturhistoriker
- Ruggiero Romano (1923–2002), italienischer Historiker
- Alberto Tenenti (1924–2002), italienischer bzw. französischer Historiker
- Pierre Vilar (1906–2003), französischer Neuzeithistoriker
- Michel Vovelle (1933–2018), französischer Historiker